# Īraklīs Petosfairisī 2015 2017-2018
Questa voce raccoglie le informazioni riguardanti l'Īraklīs Petosfairisī 2015 nella stagione 2017-2018.

## Organigramma societario
Area direttiva
- Presidente: Geōrgiou Antōnios

Area organizzativa
- Team manager: Lakīs Minaretzīs

Area tecnica
- Primo allenatore: Giannīs Orfanos
- Secondo allenatore Stefanos Navas
- Scoutman:

Area sanitaria
- Fisioterapista: Stelios Navrozidīs

## Rosa
| N° | Nome                     | Ruolo | Data di nascita   | Nazionalità sportiva |
| -- | ------------------------ | ----- | ----------------- | -------------------- |
| 1  | Vasilīs Mouchlias        | O     | 21 novembre 1996  | Grecia               |
| 2  | Iasonas Kanellos         | S     | 18 settembre 1998 | Grecia               |
| 3  | Aggelos Stefanidīs       | P     | 2 gennaio 2000    | Grecia               |
| 3  | Panagiōtīs Eugenidīs     | P     | 2 gennaio 1994    | Grecia               |
| 4  | Antōnīs Mpourakīs        | L     | 28 maggio 1998    | Grecia               |
| 5  | Nikolaos Eleutheriou     | O     | 17 ottobre 1997   | Cipro                |
| 6  | Giannīs Skarlatidīs      | P     | 26 maggio 1993    | Grecia               |
| 7  | Lampīs Mpampalioutas     | L     | 4 ottobre 1972    | Grecia               |
| 8  | Kōnstantinos Prousalīs   | P     | 6 ottobre 1980    | Grecia               |
| 9  | Stelios Tzioumakas       | S     | 14 marzo 1998     | Grecia               |
| 10 | Kōnstantinos Kalaïtzidīs | S     | 17 marzo 2000     | Grecia               |
| 11 | Dīmītrīs Efraimidīs      | S     | 19 dicembre 1990  | Grecia               |
| 12 | Chrīstos Kiosīs          | C     | 23 dicembre 1982  | Grecia               |
| 12 | Nikos Smaragdīs          | C     | 12 febbraio 1982  | Grecia               |
| 13 | Byron Ferguson           | C     | 28 novembre 1988  | Bahamas              |
| 14 | Apostolos Armenakīs      | O     | 19 luglio 1980    | Grecia               |
| 15 | Nikīforos Fōtiadīs       | C     | 12 giugno 1997    | Grecia               |
| 19 | Panagiōtīs Varvesiōtīs   | O     | 1º agosto 2000    | Grecia               |
| 19 | Giannīs Katsiaflakas     | S     | 27 febbraio 1990  | Grecia               |
| 20 | Dīmītrīs Rizopoulos      | S     | 26 agosto 1984    | Grecia               |
| 20 | Petros Zaïmīs            | C     | 29 marzo 1999     | Grecia               |

## Statistiche

### Statistiche di squadra
| Competizione    | Punti | In casa | In casa | In casa | In trasferta | In trasferta | In trasferta | Totale | Totale | Totale |
| Competizione    | Punti | G       | V       | P       | G            | V            | P            | G      | V      | P      |
| --------------- | ----- | ------- | ------- | ------- | ------------ | ------------ | ------------ | ------ | ------ | ------ |
| Volley League   | 36    | 12      | 10      | 2       | 12           | 3            | 9            | 24     | 13     | 11     |
| Coppa di Grecia | -     | 0       | 0       | 0       | 2            | 2            | 0            | 4      | 3      | 1      |
| Coppa di Lega   | 3     | -       | -       | -       | -            | -            | -            | 2      | 1      | 1      |
| Totale          | -     | 12      | 10      | 2       | 14           | 5            | 9            | 30     | 17     | 13     |

G = partite giocate; V = partite vinte; P = partite perse

### Statistiche dei giocatori
| Giocatore        | Volley League | Volley League | Volley League | Volley League | Volley League | Coppa di Lega | Coppa di Lega | Coppa di Lega | Coppa di Lega | Coppa di Lega |
| Giocatore        | P             | PT            | AV            | MV            | BV            | P             | PT            | AV            | MV            | BV            |
| ---------------- | ------------- | ------------- | ------------- | ------------- | ------------- | ------------- | ------------- | ------------- | ------------- | ------------- |
| A. Armenakīs     | 23            | 500           | 418           | 49            | 33            | 2             | 39            | 32            | 5             | 2             |
| D. Efraimidīs    | 23            | 280           | 241           | 19            | 20            | 2             | 15            | 14            | 1             | 0             |
| N. Eleutheriou   | 13            | 27            | 21            | 5             | 1             | 2             | 0             | 0             | 0             | 0             |
| P. Eugenidīs     | 19            | 3             | 0             | 1             | 2             | 1             | 0             | 0             | 0             | 0             |
| B. Ferguson      | 24            | 192           | 133           | 52            | 7             | 2             | 17            | 10            | 5             | 2             |
| N. Fōtiadīs      | 11            | 64            | 38            | 20            | 6             | 0             | 0             | 0             | 0             | 0             |
| K. Kalaïtzidīs   | 0             | 0             | 0             | 0             | 0             | -             | -             | -             | -             | -             |
| I. Kanellos      | 0             | 0             | 0             | 0             | 0             | 0             | 0             | 0             | 0             | 0             |
| G. Katsiaflakas  | 4             | 1             | 1             | 0             | 0             | -             | -             | -             | -             | -             |
| C. Kiosīs        | 5             | 26            | 17            | 8             | 1             | 2             | 13            | 10            | 2             | 1             |
| V. Mouchlias     | 21            | 42            | 34            | 7             | 1             | 0             | 0             | 0             | 0             | 0             |
| L. Mpampalioutas | 23            | 0             | 0             | 0             | 0             | 2             | 0             | 0             | 0             | 0             |
| A. Mpourakīs     | 16            | 1             | 0             | 1             | 0             | 1             | 0             | 0             | 0             | 0             |
| K. Prousalīs     | 21            | 53            | 23            | 17            | 13            | 2             | 3             | 3             | 0             | 0             |
| D. Rizopoulos    | 10            | 95            | 80            | 9             | 6             | 2             | 12            | 11            | 1             | 0             |
| G. Skarlatidīs   | 7             | 2             | 0             | 0             | 2             | -             | -             | -             | -             | -             |
| N. Smaragdīs     | 10            | 91            | 57            | 24            | 10            | -             | -             | -             | -             | -             |
| A. Stefanidīs    | -             | -             | -             | -             | -             | -             | -             | -             | -             | -             |
| S. Tzioumakas    | 19            | 143           | 123           | 10            | 10            | 0             | 0             | 0             | 0             | 0             |
| P. Varvesiōtīs   | 0             | 0             | 0             | 0             | 0             | -             | -             | -             | -             | -             |
| P. Zaïmīs        | 0             | 0             | 0             | 0             | 0             | -             | -             | -             | -             | -             |

P = presenze; PT = punti totali; AV = attacchi vincenti; MV = muri vincenti; BV = battute vincenti

NB: Non sono disponibili i dati relativi alla Coppa di Grecia e di conseguenza quelli totali della stagione